# Ovambos
Os ovambos (em ovambo, owambo, por vezes chamada ambó na literatura do período colonial português) são um povo de origem banta, falante da língua ovambo (oshiwambo), que ocupa um vasto território no norte da Namíbia e no sudeste de Angola (particularmente na província do Cunene).
São agricultores e criadores de gado bovino, com predomínio da actividade agropecuária e em especial da bovinicultura. O termo ovambo foi introduzido pelos hereros para designar as populações que viviam nas regiões onde abundavam as avestruzes (designadas ampho, omboh ou avambo), termo que se significa avestruz ou pessoas que convivem com avestruzes.
Este grupo de povos comporta nove subgrupos na Namíbia: ondongas (ndonga), cuanhamas (kwanyama ou uukwanyama), cuambis (ukuambi), ongandijeras (ongaqndjera), cualuudis (ukualuthi), ombalantos (ombalantu), oncoloncatis (kolonkadhi), ombadijas (mbadja) e eundas. Na Namíbia são a maior etnia do país com quase 50% da população total, com cerca de 1 milhão de pessoas.
No sul de Angola, os subgrupos são os cuanhamas, os cuamatos (kwamatu), os ondombondolas, os evales e os cafimas.

## Caracterização etnográfica

Mapa étnico de Angola em 1970 (área dos ovambos marcada a cor-de-rosa claro)

Os ovambos são um grupo etnolinguístico das savanas semi-áridas do norte da Namíbia e do sul de Angola.
Estes povos migraram para sul a partir das regiões das cabeceiras do rio Zambeze, fixando-se nas regiões comparativamente férteis e planas do norte da Namíbia e do sul de África.
O idioma próprio dos ovambos — e uma das "línguas nacionais" na Namíbia — é o ovambo, uma língua banta. Os diferentes subgrupos falam versões próprias desta língua; entre estas versões, o cuanhama é o mais importante, devido ao peso numérico preponderante deste subgrupo.
Devido à influência externa, a maioria dos ovambos veste-se ao estilo ocidental, escutam música moderna e a maioria considera-se como pertencente à comunidade religiosa luterana. Apesar disso, conservam algumas crenças e tradições ancestrais: são supersticiosos e acreditam na existência de um espírito supremo, Calunga; se alguém não retira as sandálias ao entrar na residência do chefe, um membro da família deste último morrerá; se a fogueira do chefe se deixa extinguir, este e a tribo se extinguirão também. O sistema social é matriarcal e a prática da poliginia é comum.

## História
Os ovambos destacaram-se por uma resistência tenaz à ocupação colonial tanto pelos alemães e sul-africanos na Namíbia como pelos portugueses na  actual província do Cunene. Nos combates contra os portugueses sobressai a liderança de Mandume ya Ndemufayo, último chefe ("rei") dos Reinos Confederados Ovambos — localizado nas terras atuais do sul de Angola —, que enfrentou os portugueses em várias batalhas, como a de Mufilo e a de Môngua. Mandume ya Ndemufayo foi morto a tiro por um destacamento das forças britânicas-sul-africanas em 1917.